# Wait (Unix)
wait é um comando dos sistemas operacionais unix-like que faz uma pausa até que a execução de um processo anterior terminou.